# The Alnwick Garden
The Alnwick Garden is een tuincompex naast het Alnwick Castle, een kasteel uit de achttiende eeuw in Alnwick, Northumberland, Engeland. Het beslaat ongeveer 17 hectare.

## Onderdelen
De tuinen zijn in 1996 door de hertogin van Northumberland bedacht en in 2000 gebouwd. Sinds die tijd zijn er steeds onderdelen in het complex bij gekomen. In deze eerste fase werden de Grand Cascade, een complex van fonteinen en watervalletjes, de rozentuin, de Ornamental Garden, een in Franse stijl aangelegde, sterk gestructureerde tuin en de Woodland Walk, een wandelpad in het bos dat tegenwoordig start bij de later gebouwde boomhut en uitkomt bij de rivier Aln, gebouwd.

In 2005 gingen nieuwe onderdelen van de tuin open. Een van die nieuwe onderdelen was de eerder genoemde boomhut. Deze boomhut, die net buiten de eigenlijke grenzen van de tuin valt, is de grootste boomhut ter wereld. De hut is rondom 16 volwassen lindebomen gebouwd. In deze periode werden ook de Poison Garden, het bamboe labyrinth en de Serpent Garden, met verschillende watersculpturen door William Pye aangelegd, in gebruik genomen. In respectievelijk 2008 en 2011 volgden een kersenboomgaard en de Roots and Shoots Garden waar schoolkinderen kennis kunnen maken met een moestuin en meer onderwijs krijgen over waar hun voedsel vandaan komt.

## DePoison Garden
De grootste publiekstrekker van de tuinen is de Poison Garden. De tuin bevat zeer veel verschillende planten die giftig zijn, dat met zeer kleine bewerkingen kunnen zijn of op andere wijze gevaarlijk zijn. De gevaarlijkste planten staan in kooien en het publiek mag enkel naar binnen met een begeleide tour, waar slechts twintig mensen tegelijk aan deel kunnen nemen.
De tuin bevat zo'n 100 planten waaronder:
- Laburnum[8]
- Wolfskers[8]
- Helleborus Odorus[8]
- Monnikskap[8]
- Wonderboom[8]
- Qat[8]
- Slaapbol[8]
- Coca[9]
- Hennep[9]
- Datura[10]
- Laurier[10]
- Reuzenbereklauw[10]
- Wijnruit[11]
- Brugmansia[11]
- Bilzekruid[11]
- Alruin[11]
- Goudregen[12]
- Rododendron[12]
- Venijnboom[12]
- Maagdenpalm[12]

Doordat sommige van de planten zodanig effect hebben op mensen, moeten de hoveniers die de tuin onderhouden zichzelf extra beschermen. Wanneer bijvoorbeeld reuzenbereklauw gesnoeid moet worden, doen zij dat in een pak dat hen van top tot teen bedekt, om te voorkomen dat zij blaren van de plant krijgen. Toch hebben enkele van de planten ook andere effecten dan de dood. Zo zijn er een aantal planten die worden gebruikt om medicatie van te maken. Ook gebruiken de rondleiders de planten die tot drugs kunnen worden verwerkt om voorlichting te geven en kinderen afkerig te maken van drugsgebruik.

## Kritiek
De tuinen ontvangen jaarlijks 800.000 bezoekers, iets wat Richard Jackson noemt als een belangrijke boost voor de lokale economie. Jackson, tuinrecensent, was erg positief over wat hij een 'gedurfd' concept noemde. Toch is er ook aanzienlijke kritiek Alnwick Garden. Een deel van de kritiek focust op de enorme kosten van het project. In 2008 werd al geschat dat het project 70 miljoen zou kosten wanneer het klaar was en was hier al 43 miljoen aan uitgegeven. De kritiek hierop richtte zich op de ongepastheid van een zodanig project in een economisch verzwakte locatie. Dat er ook publiek geld werd geschonken aan de stichting die de tuinen uitbaatte, maakte het project evenmin populair.
Andere kritiek richtte zich op de wijze waarop werd omgegaan met de tuinen die al op het landgoed aanwezig waren. Deze tuinen, die aangelegd waren door Capability Brown, hadden een landschapsstijl die in de huidige tuinen amper aandacht krijgt. Daarnaast is er ook kritiek op de doorgestylde tuinen. In 2019 bereikte deze kritiek zijn toppunt, toen plannen bekend werden gemaakt voor een op Hobbits geïnspireerd park. In 2024 waren deze plannen nog altijd niet doorgevoerd.

## Varia
- David C.H. Austin veredelde de Alnwick Rose voor het rosarium van Alnwick. Zijn bedrijf sponsort het rosarium ook sinds 2001. [15]
- In 2020 produceerde The Alnwick Garden een eenmalige oplage van 600 flessen rozengin. Deze gin werd gemaakt met rozenblaadjes van de Alnwick Rose.[16]